# چهارراه استانبول

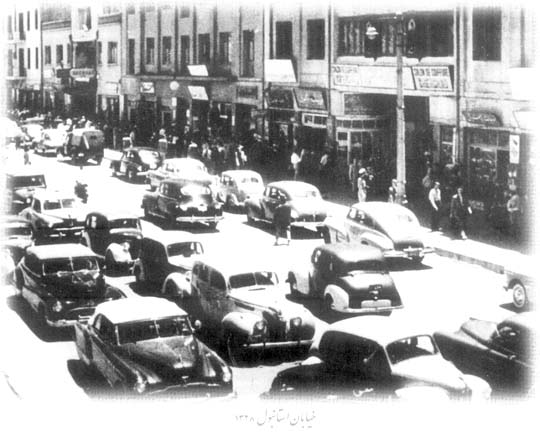
خیابان استانبول

چهارراه استانبول یکی از چهارراه‌های قدیمی کلانشهر تهران در تقاطع خیابان جمهوری اسلامی و خیابان فردوسی است.
شمال غربی چهارراه استامبول یا اسلامبول سفارت انگلیس،
و در جنوب شرقی آن سفارت آلمان و ترکیه واقع شده‌است. در منتهی الیه شرقی این چهارراه نیز میدان بهارستان قرار دارد.

## نامگذاری
نام این چهارراه از نام شهر استانبول، یکی از شهر های ترکیه که سفارت آن در جنوب شرق این چهارراه قرار دارد، گرفته شده‌است.

## چهارراه در حال حاضر
به علت وجود سفارتخانه‌های متعدد، تعداد زیادی صرافی در اطراف این چهارراه پدید آمده‌است. در حال حاضر عمده تجارت خرید و فروش ارز در تهران در این چهارراه صورت می‌گیرد.
ساختمان معروف پلاسکو نیز که در تاریخ ۳۰ دی ماه ۱۳۹۵ در آتش فروریخت در این مکان قرار داشت که در پیِ آن، عده‌ای از آتش نشانان در این حادثه جان باختند.